# Francisco Josephinum

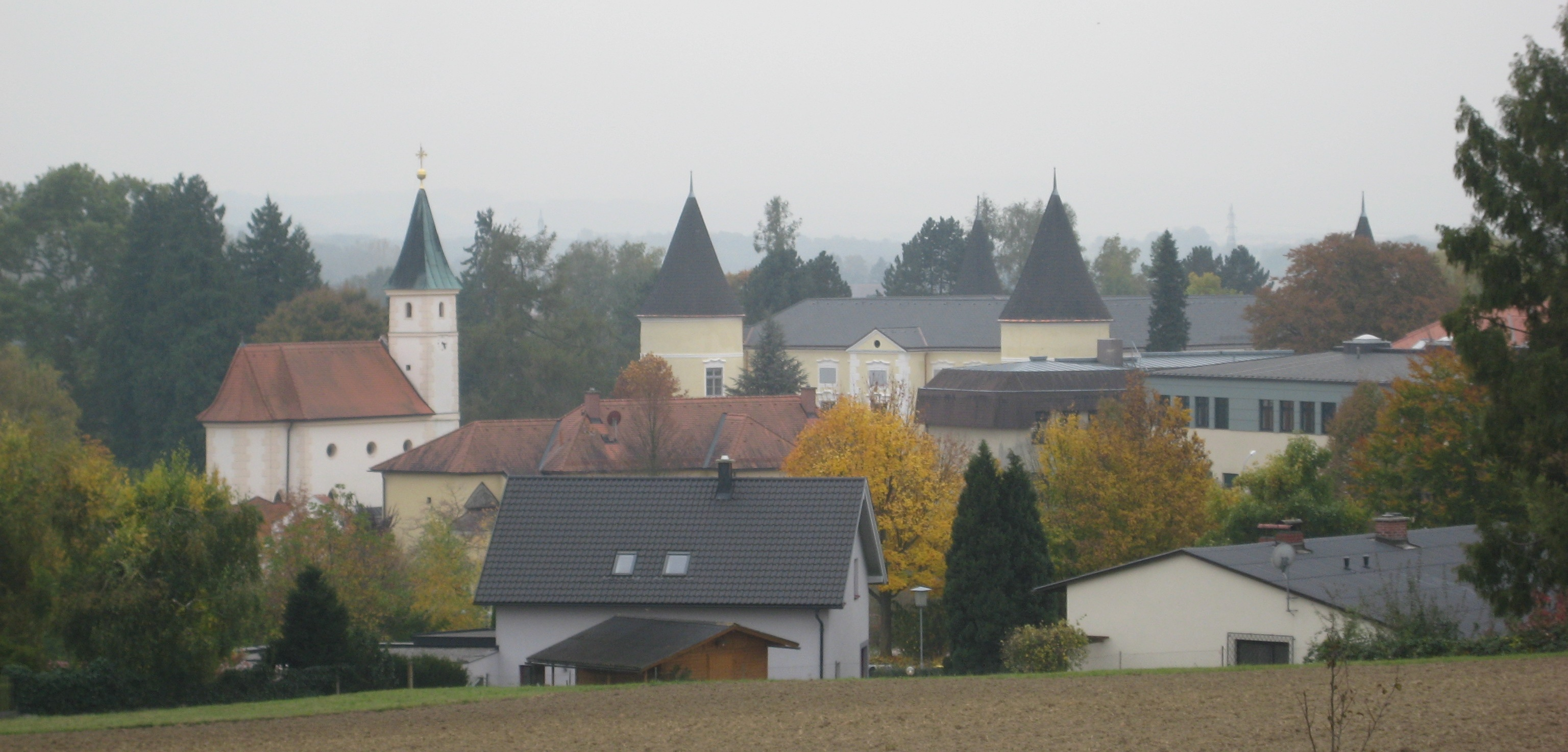
Blick auf das Francisco Josephinum

Das Francisco Josephinum (offiziell Francisco Josephinum – Höhere Bundeslehr- und Forschungsanstalt für Landwirtschaft, Landtechnik, Lebensmittel- und Biotechnologie und Informationstechnologie in der Landwirtschaft  in Wieselburg, abgekürzt FJ bzw. HBLFA, mit seinen beiden Forschungsbereichen BLT für Biomasse und Landtechnik und LMTZ für Lebensmitteltechnologisches Zentrum) ist ein Lehr- und Forschungszentrum in Weinzierl (Gemeinde Wieselburg-Land, Niederösterreich) und bildet Schüler in den Fachbereichen Landwirtschaft, Lebensmittel- und Biotechnologie, Landtechnik und Informationstechnologie in der Landwirtschaft aus. Ihre Schüler werden als Josephiner bzw. Josephinerinnen bezeichnet.

## Geschichte
Das Francisco Josephinum wurde 1869 in Mödling als zweijährige Mittelschule für den landwirtschaftlichen Mittelstand von Franz von Grutsch nach dem Vorbild der theoretischen Ackerbauschule in Hildesheim gegründet und erhielt den Namen von Kaiser Franz Joseph I. In dessen Rahmen entstand auch die erste Brauerschule Österreichs. 1934 übersiedelte die Schule von Mödling in das Schloss Weinzierl bei Wieselburg.
In den Jahren 1939–1945 leitete Dr. Hans Marschall, der spätere Direktor der Molkerei Stainach, die Geschicke der Anstalt. Das Gebäude diente in den Jahren 1944 und 1945 auch als Lazarett. Die Nachkriegsjahre gestalteten sich schwierig, da die Schule mit Heimkehrern überfüllt war. In den Jahren 1945–1955 war Dipl.-Ing. Alfred Glösl Leiter der Anstalt.
1956 wurde die Abteilung Landtechnik ins Leben gerufen. Die Mechanisierung der Landwirtschaft sollte durch landwirtschaftlich ausgebildete technische Fachkräfte begleitet werden.
Im Jahre 1982 wurde die Fachrichtung „Milchwirtschaft und Lebensmitteltechnologie“ als Schulversuch ins Leben gerufen und 1988 ins Regelschulwesen übernommen.
1982 wurde auch das Lehrsaalgebäude errichtet, in dem heute die Bereiche Chemie und Physik untergebracht sind. 1990 wurde das BUWOG-Schülerwohnheim eröffnet. 1991 wurde das Werkstätten- und Klassengebäude fertiggestellt. In den 1990er Jahren wurden auch die Internatsgebäude sukzessive renoviert und ausgebaut.
Im Jahre 1990 wurden die drei Fachrichtungen Landwirtschaft, Landtechnik und Lebensmitteltechnologie zu Abteilungen aufgewertet. 1993 wurde der Schulversuch des Sonderlehrganges, eine dreijährige Ausbildung mit Matura, für Fachschulabsolventen gestartet.
2004 wurde durch Zusammenschluss mit den Bundesanstalten aus der HBLA eine HBLFA (siehe unter Institution).
2008 wurde nach kurzer Bauzeit das neue Klassen- und Internatsgebäude in Betrieb gestellt. Damit stehen erstmals ausreichend Kapazitäten am Standort Weinzierl zur Verfügung, sodass es keine externen Internate mehr gibt. Mit dem neuen Gebäude wurde auch das neue LMTZ eröffnet.
Im Mai 2011 wurde das Schloss Weinzierl nach mehrjähriger Renovierungsphase eröffnet.
Im Schuljahr 2019/20 wurde dann die Abteilung „Informationstechnologie in der Landwirtschaft“ ins Leben gerufen.

## Institution
Mit dem Agrarrechtsänderungsgesetz 2004 wurde die Höhere landwirtschaftliche Bundeslehranstalt Francisco-Josephinum in Wieselburg und die Bundesanstalt für Landtechnik (BLT) in Wieselburg zur „Höheren Bundeslehr- und Forschungsanstalt für Landwirtschaft, Landtechnik und Lebensmitteltechnologie Francisco Josephinum in Wieselburg“ (HBLFA) zusammengeführt.
Die Direktion befindet sich in Schloss Weinzierl (Gemeinde Wieselburg-Land). Der technisch forschungsrelevante Bereich der HBLFA Francisco Josephinum ist am Standort der ehemaligen Bundesanstalt für Landtechnik in Wieselburg (Stadt, Rottenhauser Straße 1) untergebracht. 
Das Lebensmitteltechnologische Zentrum (LMTZ) ist für Lehre und Forschungsdienstleistungen im Bereich Lebensmitteltechnologie zuständig und übersiedelte 2008 von Wolfpassing nach Wieselburg in das neuerrichtete LMTZ-Gebäude am Schulgelände.
2010 wurde die teilrechtsfähige Forschungseinrichtung Josephinum Research gegründet. BLT und Josephinum Research sind der Forschungs- und Prüfbereich für Landtechnik und Biomasse an der HBLFA Francisco Josephinum in Wieselburg.  

## Ausbildung

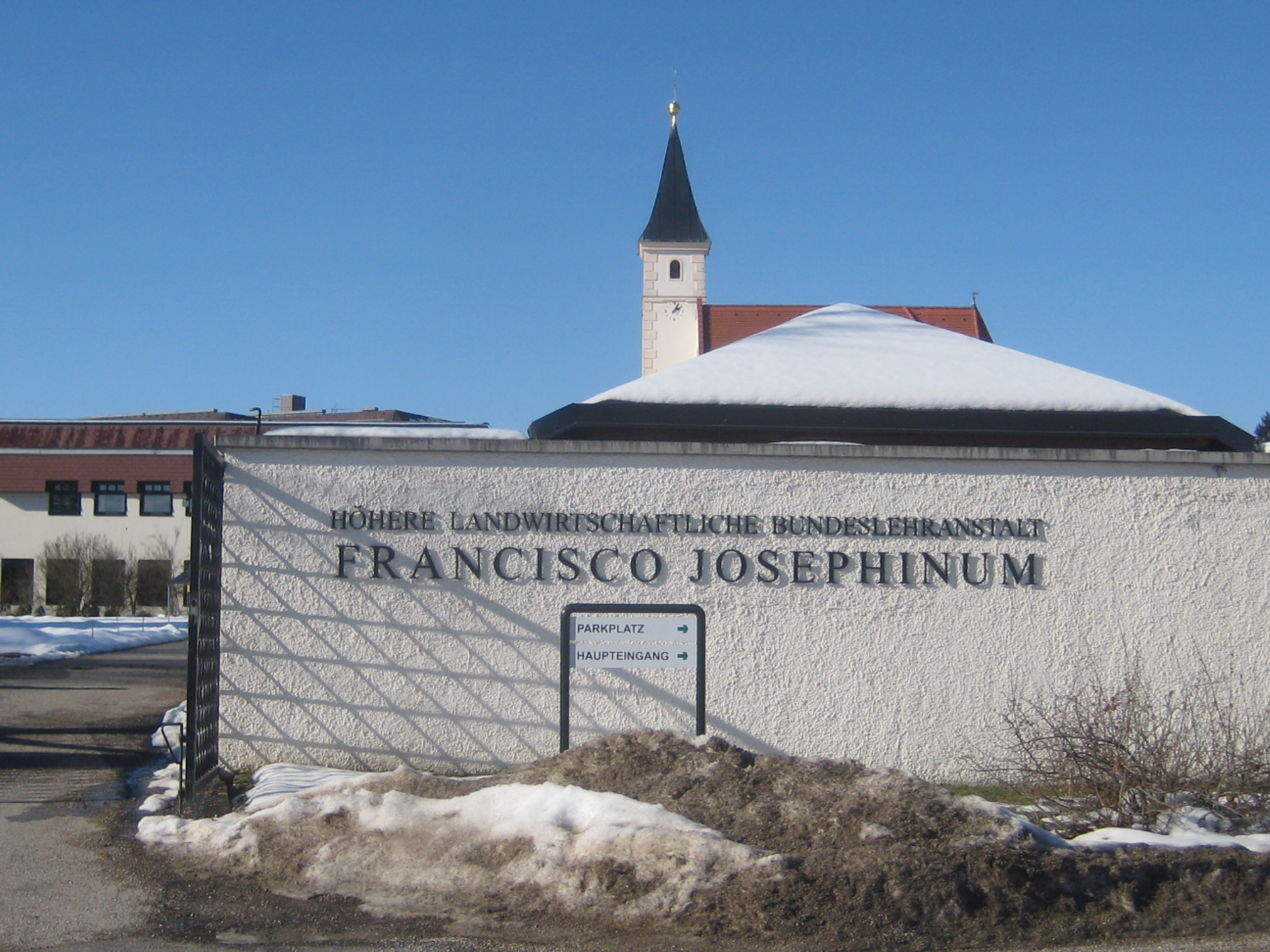
Eingang zum Schlossgelände

Das Francisco Josephinum vermittelt eine fundierte höhere Berufsausbildung mit einem breiten, allgemeinbildenden Wissenshintergrund. Die Schüler erwerben Kenntnisse und praktische Fertigkeiten, die sie zur Ausübung eines gehobenen Berufes im Bereich der Landwirtschaft, der Landtechnik, der Lebensmittel- und Biotechnologie und der Informationstechnologie in der Landwirtschaft mit Blickrichtung auf den Großraum Europa befähigen.
Die Reife- und Diplomprüfung nach fünfjähriger – im Aufbaulehrgang nach dreijähriger – Ausbildungszeit berechtigt zur Ausübung einschlägiger Gewerbe sowie des Handelsgewerbes, die Reifeprüfung zum Universitätsstudium und, nach nachgewiesener beruflichen Praxis, zum Erwerb der Qualifikationsbezeichnung „Ingenieur“.

## Leitung
- 1869–1872 Franz Xaver Grutsch
- 1872–1899 Karl Theodor v. Gohren
- 1899–1912 Johann Gaunersdorfer
- 1912–1919 Ernst Vital
- 1919–1923 Vinzenz Göhlert
- 1923–1934 Viktor Frenzel

Umzug nach Weinzierl
- 1934–1938 Ludwig Führer
- 1938–1945 Eduard Weger
- 1946–1948 Franz Seifert
- 1949–1960 Alphons Kromer
- 1960–1981 Josef Hofer
- 1981–1988 Hans Georg Kubik
- 1988–2002 Johann Ramoser
- 2002–2024 Alois Rosenberger
- seit 4. Oktober 2024 Martin Kerschbaumer[2]

## Absolventen
- Simon Koiner (1921–1994), Politiker
- Karl Schmitzer (1926–2011), Politiker
- Hans Kellner (1929–2005), Politiker
- Ludwig Kowald (1939–2007), Politiker
- Leopold Eichinger (1940–2009), Politiker
- Ludwig Scharinger (1942–2019), Bankmanager
- Johann Penz (* 1950), Politiker
- Wolfgang Kulterer (* 1953), Bankmanager
- Mathias Reichhold (* 1957), Politiker
- Manfred Schrödl (* 1958), Universitätsprofessor für Elektrotechnik
- Reinhart Rohr (* 1959), Politiker
- Werner Falb-Meixner (* 1960), Politiker
- Rudolf Friewald (* 1961), Politiker
- Manfred Schulz (* 1963), Politiker
- Hermann Schultes (* 1953), Politiker
- Martin Huber (* 1970), Politiker
- Georg Strasser (* 1971), Politiker
- Stephan Pernkopf (* 1972), Politiker
- Josef Leitner (* 1972), Politiker
- Florian Gschwandtner (* 1983), Unternehmer und Investor
- Ewald Wurzinger (* 1987), Journalist
- Viktoria Hutter (* 1991), Politikerin